# Batuampar
Batuampar is een bestuurslaag in het regentschap Sumenep van de provincie Oost-Java, Indonesië. Batuampar telt 5804 inwoners (volkstelling 2010).